# 에스테반 오콘
에스테반 조제 장피에르 오콘켈판(Esteban José Jean-Pierre Ocon-Khelfane, 1996년 9월 17일 ~ )은 알핀 F1 팀 소속으로 포뮬러 원에서 경쟁하고 있는 프랑스의 자동차 경주 선수이다.
1996년 9월 17일 프랑스 노르망디 에브뢰에서 로랑 오콘(Laurent Ocon)과 사브리나 켈판(Sabrina Khelfane)의 아들로 태어났다.
2014년 포뮬러 3 유러피언 챔피언십과 2015년 GP3 시리즈를 우승하고 메르세데스 드라이버 개발 프로그램에 예비 드라이버로 발탁되었다. 2016년 벨기에 그랑프리에 메이너 레이싱의 리오 하랸토의 대체 선수로 출전하며 데뷔전을 치렀다.
2017년 포스 인디아(레이싱 포인트 F1 팀)로 이적하여 세르히오 페레즈와 함께 2017~2018년 포뮬러 원 시즌에 참가했다. 2019년 메르세데스의 예비 드라이버가 되었다가 2020년 르노 F1으로 옮겼다. 2020년 사키르 그랑프리에서 첫 포디엄을, 2021년 헝가리 그랑프리에서 첫 우승을 달성했다.